# Disneyremixmania
Disneyremixmania è il primo album discografico di remix della serie DisneyMania, pubblicato nel 2005.

## Tracce
1. Jesse McCartney - The 2nd Star to the Right (Lost Boys Remix)- 2:49
2. The Cheetah Girls - I Won't Say (I'm in Love) (Grrl Power Remix) - 2:55
3. Raven-Symoné - Under the Sea (Reggae Remix) - 2:58
4. Jump5 - Hawaiian Roller Coaster Ride (Mahalo Remix) - 3:15
5. Baha Men - It's a Small World (Shorty Remix) - 2:58
6. Smash Mouth - I Wanna Be Like You (Monkey C Remix) - 3:23
7. Hilary Duff & Haylie Duff - The Siamese Cat Song (Cat-Scratch Remix) - 2:59
8. Ashanti & Lil' Sis Shi Shi - Colors of the Wind (Soul Sister Remix) - 3:52
9. Disney Channel Circle of Stars - Circle of Life (All Star Remix) - 3:58
10. Bowling for Soup - The Bare Necessities (Jungle Boogie Remix) - 3:20
11. Skye Sweetnam - Part of Your World (C-Girl Rock Remix) - 2:54
12. Raven-Symoné - True to Your Heart (China Doll Remix) - 3:41
13. Everlife - Strangers Like Me (Jungle Rock Remix) - 3:38
14. Lalaine -  Cruella De Vil (DJ Skribble Spot Remix) - 2:28
15. Raven-Symoné, The Cheetah Girls & Lalaine - DJ Skribble Megamix - 3:07